# Kongo-eekhoorn
De kongo-eekhoorn (Funisciurus congicus)  is een zoogdier uit de familie van de eekhoorns (Sciuridae). De wetenschappelijke naam van de soort werd voor het eerst geldig gepubliceerd door Kuhl in 1820.